# Gorre (Beuvry)
Gorre is een gehucht in de Franse gemeente Beuvry in het departement Pas-de-Calais. Het ligt twee kilometer ten noorden van het centrum van Beuvry, hiervan gescheiden door het Canal d'Aire.

## Geschiedenis
In 1130 werd hier de priorij van Gorre opgericht, afhankelijk van de Abdij van Sint-Vaast in Atrecht. De patroonheilige was Sint-Pieter. Op de 18de-eeuwse Cassinikaart is de priorij aangeduid als Prévôté de Gorres, langs de weg van Béthune naar Rijsel.
De priorij bleef bewoond door religieuzen tot de Franse Revolutie. Ze werd nationaal goed en verkocht aan Henri-Joseph-Aimé Gosse, een advocaat uit Arras, die "de Gorre" toevoegde aan zijn naam, en er een groot verblijf liet oprichten. Zijn familie zou in de laatste decennia van de 19de eeuw een tijd de burgemeester van Beuvry leveren.
In de Eerste Wereldoorlog lag Beuvry nabij het front in geallieerd gebied. Het kasteel op de gronden van de voormalige priorij werd gebruikt als Brits hoofdkwartier. Het kasteel werd vernield in 1918, enkel de bijgebouwen bleven bewaard.

## Bezienswaardigheden
- De Église Saint-Pierre
- De bewaarde bijgebouwen van de voormalige priorij
- Op de gronden van de priorij bevindt zich het Gorre British and Indian Cemetery, een Britse militaire begraafplaats met meer dan 900 gesneuvelden uit de Eerste Wereldoorlog.